# Genséric Kusunga
Genséric Pedro Kusunga (Genebra, 12 de março de 1988) é um futebolista suíço-angolano que atua como zagueiro. Atualmente joga pelo Dundee FC.

## Carreira
Kusunga estreou profissionalmente na temporada 2006–07, atuando pelo Servette, estando nas categorias de base desde 1999. No clube genebrino, foram 68 jogos e 5 gols em 4 temporadas. Contratado pelo Basel em 2010, pouco atuou pelos RotBlau durante as três temporadas em que pertenceu à equipe da Basileia: foram apenas 13 partidas e nenhum gol, além de ter sido emprestado ao Servette em 2012–13 (19 jogos).
Após deixar o futebol suíço em 2013, foi contratado pelo Oldham Athletic por recomendação de Joe Royle, ídolo dos Latics, tendo atuado em 30 jogos e fazendo 2 gols.
Jogou ainda no União da Madeira durante 3 anos, antes de voltar para o futebol britânico em 2018, desta vez para a Escócia, onde joga pelo Dundee FC, que o contratou sem custos.

## Seleção Angolana
Em 2009, Kusunga foi convocado pelo time Sub-21 da Suíça para os jogos contra Armênia e Geórgia, porém não entrou em campo nenhuma vez, atuando 2 vezes no ano seguinte.
Sabendo das poucas chances de jogar pela equipe principal, optou em defender Angola, tendo estreado pelos Palancas Negras em 2013. O primeiro jogo oficial do zagueiro em campo foi um amistoso contra o Marrocos, em agosto de 2014.